# Brachymeria porrecta
Brachymeria porrecta är en stekelart som beskrevs av Wallace A. Steffan 1954. Brachymeria porrecta ingår i släktet Brachymeria och familjen bredlårsteklar.
Artens utbredningsområde är Senegal. Inga underarter finns listade.